# Chūgan Engetsu
Chūgan Engetsu (中巌円月?  ) (28 de enero de 1300 – 9 de febrero de 1375), fue un poeta japonés de la llamada Literatura de las Cinco Montañas (gozan bongaku), aquella escrita en Japón pero utilizando la lengua china. Nació en Kamakura perteneciente a una familia que afirmaba descender del emperador Kammu. Chūgan se dedicó en su juventud al estudio de la literatura china, especialmente al Clásico de la Piedad Filial y a las Analectas. Intentó viajar a China, pero no pudo llevar a cabo su deseo hasta 1320. En ese país estuvo siete años estudiando con diversos maestros Zen. A su regreso a Japón residió en el Monasterio Nanzanji de Kioto. Posteriormente se convirtió en figura principal de varias instituciones Zen de su país, hasta su fallecimiento en 1375. En sus escritos Chūgan reflexiona en torno a los valores sociales expresando en ellos la ironía propia de la literatura Zen.